# Mark Kalesniko
Mark Kalesniko est un dessinateur et un scénariste de bande dessinée né au Canada.

## Biographie
Né à Trail en Colombie Britannique (Canada), Mark Kalesniko a fait des études au David Thompson University Center (Nelson (Colombie-Britannique), Canada) puis au California Institute of Art (Californie, États-Unis) où il rencontre sa future femme, Jennifer Yuan, et obtient un diplôme en animation de personnage.
Il travaille dans l'industrie de l'animation en tant que dessinateur et collabore à de nombreux dessin animé de Walt Disney (La Petite Sirène, 1989 ; Le Roi lion, 1994 ; Mulan, 1998 ; etc.).
Sa première bande dessinée est publiée en 1991 dans Pictopia aux éditions Fantagraphics. Adolf Hears A Who est une histoire de huit pages qui traite des derniers jours d'Hitler dans son Bunker. C'est chez Fantagraphics qu'il publiera ses albums, notamment Alex (1994) et Pourquoi Peter Duel s'est suicidé ? (1997) qui sont largement autobiographiques.
Dix ans après Mariage par correspondance, Mark Kalesniko publie la suite d'Alex, Freeway, où le protagoniste est coincé dans un embouteillage et revient avec nostalgie sur son passé. Selon l'auteur, il s'agit de la dernière histoire de ce personnage à la tête de chien créé dans les années 1960.
Il vit actuellement[Quand ?] à Glendale en Californie.

## Œuvres

### Bande dessinée
- S.O.S., Fantagraphics, 1992 (OCLC 67770612).
- Alex, Fantagraphics, 6 numéros, 1994-1995[2].
  - (fr) Alex, Paquet, coll. « Ink », 2004  (ISBN 2-940199-47-7).
  - (en) Alex, Fantagraphics, 2006  (ISBN 1560977450).
  - (es) Alex, La Cúpula, 2007  (ISBN 84-7833-755-5)
- Why did Pete Duel kill himself?, Fantagraphics, 1997  (ISBN 1560972661).
  - (fr) Pourquoi Pete Duel s'est suividé, Paquet, 1999  (ISBN 2-940199-15-9)[3].
- Mail Order Bride, Fantagraphics, 2003  (ISBN 1560974109).
  - (fr) Mariée par correspondance, Paquet, coll. « Ink », 2004  (ISBN 2-940334-42-0)[4].
- Freeway, Fantagraphics, 2011  (ISBN 9781606993569).